# Ash-Shaghur
Ash-Shaghur (en árabe: الشاغور‎ al-Shāğūr) es un distrito municipal de Damasco (Siria), al sureste de la Ciudad Vieja, y este de al-Midán. Ash-Shaghur es uno de los barrios extramuros más antiguos de la ciudad. No se debe confundir con el barrio intramuros de Ash-Shaghur, el barrio tradicional de donde procede el nombre (conocido como al-Shaghur al-Juwani). El distrito es una extensión del barrio original, y comprende los barrios (hayy) de Shaghur al-Barrani, Bab Sharqi, al-Zuhur, al Wihdah, al-Bilal, al-Nidal, Ibn al-Asakir y Rawdat al-Midán.

## Historia
Durante el mandato francés, la parte del barrio conocida como  Shaghur al-Juwani estaba localizada dentro de las murallas de la Ciudad Vieja, mientras que la mayoría del resto del barrio estaba localizado a las afueras y se conocía como Shaghur al-Barrani. En 1936 vivían en al-Shaghur 18.715 habitantes, de los cuales 34% vivían en Shaghur al-Juwani y 66% en al-Shaghur al-Barrani. La población era enteramente musulmana.
Al-Shaghur fue un foco importante de resistencia contra los franceses. Muchos de sus habitantes estuvieron implicados en activismo político y en el desarrollo del pensamiento político nacional de Siria en los años 1930. Al-Shaghour fue el hogar de varios intelectuales prominentes y figuras políticas que incluyen al poeta famoso Nizar Qabbani, el ministro de defensa del Reino de Siria, Yusuf al-Azma, y el líder rebelde Hasan al-Kharrat.
En el siglo XXI, Shaghur al-Barrani creció hasta devenir en el municipio (baladíe) de al-Shaghur. Según el censo de 2004, esta era la población de sus barrios: 
- Shaghur al-Barrani, 13.169 habitantes.
- al-Bilal, 21.408 hab.
- al-Zuhur, 37.367 hab.
- Bab Sharqi, 12.318 hab.
- al-Wihdah, 29,953 hab.
- Rawdat al-Midan, 4.887 hab.
- al-Nidal, 15.588 hab.
- Ibn al-Asakir, 4.539 hab.[5][6]

En el censo, Shaghour al-Juwani (el Shaghur intramuros) contaba con una población de 2.506.